# Шрамово (Поморське воєводство)
Шрамово (пол. Szramowo) — село в Польщі, у гміні Прабути Квідзинського повіту Поморського воєводства.
Населення — 100 осіб (2011).
У 1975-1998 роках село належало до Ельблонзького воєводства.

## Демографія
Демографічна структура станом на 31 березня 2011 року:
|          | Загалом | Допрацездатний вік | Працездатний вік | Постпрацездатний вік |
| -------- | ------- | ------------------ | ---------------- | -------------------- |
| Чоловіки | 54      | 11                 | 34               | 9                    |
| Жінки    | 46      | 10                 | 26               | 10                   |
| Разом    | 100     | 21                 | 60               | 19                   |